# 8315 Bajin
8315 Bajin è un asteroide della fascia principale. Scoperto nel 1997, presenta un'orbita caratterizzata da un semiasse maggiore pari a 2,2140877 UA e da un'eccentricità di 0,1714518, e un'inclinazione di 7,88772° rispetto all'eclittica.